# Ímbros
Ne doit pas être confondu avec l’île turque Imbros.
Ímbros, en grec moderne : Ίμπρος, également appelé Nímbros (Νίμπρος) ou Ímvros (Ίμβρος), est un village du dème de Sfakiá, en Crète, en Grèce. Selon le recensement de 2011, Ímbros compte 62 habitants.

## Recensements de la population
| Recensements | 1900 | 1920 | 1928 | 1940 | 1951 | 1961 | 1971 | 1981 | 1991 | 2001 | 2011 |
| ------------ | ---- | ---- | ---- | ---- | ---- | ---- | ---- | ---- | ---- | ---- | ---- |
| Population   | 208  | 49   | 189  | 257  | 102  | 72   | 50   | 130  | -    | 51   | 62   |